# Данилов, Михаил Иванович
Михаи́л Ива́нович Данило́в (5 (18) июля 1911 года — 19 апреля 1945) — лейтенант Рабоче-крестьянской Красной Армии, участник Великой Отечественной войны, Герой Советского Союза (1945).

## Биография
Михаил Данилов родился 5 (18) июля 1911 года в селе Туруновка (ныне — Венгеровский район Новосибирской области) в семье крестьянина. Окончил девять классов школы, работал слесарем на заводе в Новокузнецке. С 1937 года проживал в селе Большая Мурта Красноярского края, работал шофёром машинно-тракторной станции. В 1933—1935 годах проходил службу в Рабоче-крестьянской Красной Армии. В 1939 году он повторно был призван в армию. Участвовал в советско-финской войне. В июне 1941 года в третий раз был призван в армию. К июню 1944 года лейтенант Михаил Данилов командовал стрелковым взводом 459-го стрелкового полка 42-й стрелковой дивизии 49-й армии 2-го Белорусского фронта. Отличился во время освобождения Могилёвской области Белорусской ССР.
23 июня 1944 года взвод Данилова захватил высоту в районе села Дрибин. 24 июня в районе деревень Жевань и Черневка взвод Данилова нанёс противнику серьёзный ущерб, а затем, форсировав реку Бася, отрезал пути отступления немецкого обоза. 26 июня Данилов одним из первых переправился через Днепр и принял участие в боях на плацдарме.
Указом Президиума Верховного Совета СССР от 24 марта 1945 года за «образцовое выполнение боевых заданий командования на фронте борьбы с немецкими захватчиками и проявленные при этом мужество и героизм» лейтенант Михаил Данилов был удостоен высокого звания Героя Советского Союза. Орден Ленина и медаль «Золотая Звезда» получить он не успел, так как 19 апреля 1945 года погиб в бою. Похоронен в городе Бане Западно-Поморского воеводства Польши.
Был также награждён орденами Александра Невского, Отечественной войны 2-й степени, Красной Звезды.
В честь Данилова названа улица в Большой Мурте.